# Optoacoblador

Fig.1 Símbol elèctric de l'optoacoblador

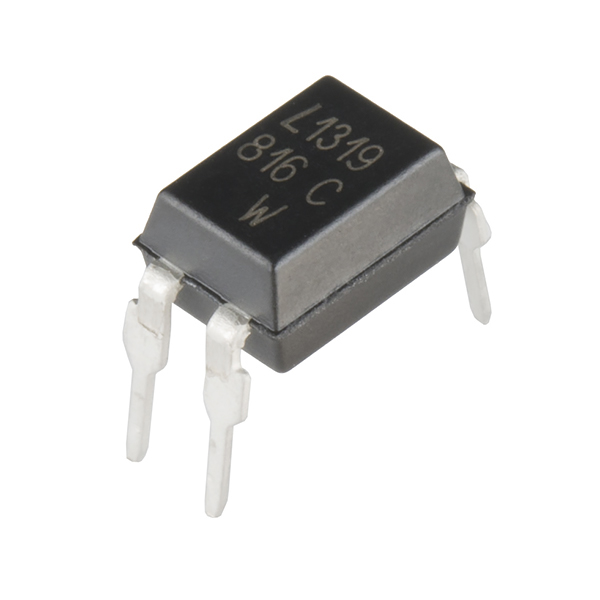
Fig.2 Imatge d'un optoacoblador real

Els optoacobladors són components electrònics que aïllen elèctricament els circuits als quals estan connectats. Consten d'un encapsulat dintre del qual hi ha un RED (díode LED d'infrarojos) i un component receptor de llum com un fotodíode o fototransistor.